# Universidad de Uberaba
La Universidad de Uberaba (Uniube) es una institución de enseñanza superior privada brasileña, fundada en 1947. Sus tres campus están ubicados en las ciudades de Araxá, Uberaba y Uberlândia, en el estado de Minas Gerais. Ofrece 42 cursos de pregrado.
Fue fundada por Mário Palmério en 1947, a partir de la creación de la Facultad de Odontología del Triângulo Mineiro. En 1972, la institución se transformó en Facultades Integradas, denominación que permaneció hasta 1988, cuando fue reconocida por el Ministerio de Educación de Brasil como universidad.

## Campus
Araxá
- Unidade Araxá - Av. Amazonas, 295 - Bairro São Geraldo - CEP: 38.180-084 - Teléfono (34) 3612-6840.

Uberaba
- Campus Centro - Av. Guilherme Ferreira, 217 - Bairro Centro - CEP: 38.010-200 - Teléfono: (34) 3319-6600.
- Campus Aeroporto - Av. Nenê Sabino, 1801 - Bairro Universitário - CEP: 38.055-500 - Teléfono: (34) 3319-8800.

Uberlândia
- Campus Rondon - Av. Rondon Pacheco, 2000 - Bairro Lídice - CEP: 38.408-343 - Teléfono: (34) 3292-5600.